# Synagoga w Ostrowi Mazowieckiej
Synagoga w Ostrowi Mazowieckiej – była synagoga w Ostrowi Mazowieckiej, znajdowała się przy ulicy Okrzei.
Pierwsza synagoga przy ul. Borkowskiej w Ostrowi Mazowieckiej okazała się za mała dla rozrastającej się społeczności żydowskiej w Ostrowi. W związku z tym członkowie dozoru bóżniczego Abram Grosman i Zelek Bengelsdorff zainicjowali budowę drewnianej synagogi przy ul. Okrzei (dawna Pułtuska).
Obok synagogi znajdował się bet midrasz i mykwa.
Budynek synagogi został zbombardowany przez Niemców we wrześniu 1939 roku. W 1964 roku działka przeszła na rzecz Skarbu Państwa i obecnie znajduje się tam budynek sądu rejonowego.